# Denkte
Denkte is een gemeente in de Duitse deelstaat Nedersaksen. De gemeente maakt deel uit van de Samtgemeinde Elm-Asse in het Landkreis Wolfenbüttel. Denkte telt 2.772 inwoners.

## Kernen
De gemeente bestaat uit de volgende kernen (inwonertal 2008):
- Groß Denkte (2057 inwoners)
- Klein Denkte (441 inw)
- Neindorf (336 inw)
- Sottmar (275 inw)